# 西方穴八角魚
西方穴八角魚，為輻鰭魚綱鮋形目杜父魚亞目八角魚科的其中一種，為溫帶海水魚，分布於西北太平洋日本北海道至俄羅斯聖彼得灣海域，棲息深度0-100公尺，體長可達7公分，棲息在底層水域，生活習性不明。